# Phyllonorycter epispila
Phyllonorycter epispila là một loài bướm đêm thuộc họ Gracillariidae. Nó được tìm thấy ở Ecuador.